# Cotesia meghrangini
Cotesia meghrangini är en stekelart som beskrevs av Dawale, Bhosale och Sathe 1993. Cotesia meghrangini ingår i släktet Cotesia och familjen bracksteklar. Inga underarter finns listade i Catalogue of Life.